# Venelles
Venelles es una comuna francesa situada en el departamento de Bocas del Ródano, en la región de Provenza-Alpes-Costa Azul. Tiene una población estimada, a inicios de 2021, de 8426 habitantes.